# Pilocrocis holoxantha
Pilocrocis holoxantha là một loài bướm đêm trong họ Crambidae.